# Качари (народ)
Качари, боро (самоназвание) или димаса (самоназвание) — народ на северо-востоке Индии (шт. Ассам). Делятся на горных (димаса) и равнинных (бодо, боро, бара); боро расселены среди ассамцев и бенгальцев и постепенно ассимилируются среди них. Численность — 1 000 000 человек.

## Основные занятия
Основное занятие качари — поливное террасное пашенное земледелие, зачастую с использованием быков, земледелие, также практикуется ручное подсечно- огневое земледелие (рис, просо, хлопок); многие работают на чайных плантациях. Такие ремёсла как ткацкое, плетение, обработка дерева развиты слабо.

## Общественный уклад и быт
Деревни небольшие, чаще всего линейной планировки (если позволяет рельеф), строительный материал жилищ — бамбук и тростник, крыши двускатные из травы и листьев. Жилые и хозяйственные постройки возводятся вокруг внутреннего двора. Традиционная одежда женщин представлена несшитой юбкой (до колен или ниже), куском ткани вокруг груди. Одежда мужчин — дхоти и накидка или рубаха, тюрбан. Распространена ассамская и бенгальская одежда. Основной пища — варёный рис с приправами из овощей и зелени, мясо (свинина — деликатес), сушёная рыба. Напитки — чай и рисовое пиво (зу). Община у качари находится на стадии разложения, особенно у равнинных боро, преобладает семейное землевладение. Семья малая. Счёт родства матрилинейный.

## Культура и традиции
У качари сохраняются культы местных божеств. Богатый песенный фольклор (песни любовные, колыбельные, ритуальные и др.), традиционные танцы. Отмечаются кхерадж пуджа — общинный праздник (раз в 1-3 года), бусу (праздник жатвы), ассамский Новый год биху в апреле. С 60-х годов 20 века растёт политическая активность равнинных Боро; под руководством культурных и политических организаций идет борьба за выделение из состава равнинного Ассама автономных территорий. Особенно обострилось это движение после 1987 года.